# Brownsville (Pennsylvanie)
Pour les articles homonymes, voir Brownsville.
Brownsville est un borough du  comté de Fayette en Pennsylvanie aux États-Unis.